# Balimbingan
Balimbingan is een bestuurslaag in het regentschap Simalungun van de provincie Noord-Sumatra, Indonesië. Balimbingan telt 5757 inwoners (volkstelling 2010).